# Verdens lykkeligste mand
Verdens lykkeligste mand er det tiende studiealbum af den danske popgruppe tv·2. Det blev udgivet den 14. februar 1994 på Pladecompagniet. Albummet har solgt 100.000 eksemplarer.

## Spor
Al tekst og musik er skrevet af Steffen Brandt.
| #   | Titel                        | Producer(e)                   | Længde |
| --- | ---------------------------- | ----------------------------- | ------ |
| 1.  | "Ring til mig"               | Michael Bruun                 | 5:00   |
| 2.  | "Det er samfundets skyld"    | Michael Bruun                 | 4:04   |
| 3.  | "Kærligheden overvinder alt" | Michael Bruun                 | 3:57   |
| 4.  | "Sådan er det bare"          | Michael Bruun                 | 3:18   |
| 5.  | "Verdens lykkeligste mand"   | Greg Walsh                    | 5:37   |
| 6.  | "På fredag har jeg fri"      | Michael Bruun, Henrik Nilsson | 4:18   |
| 7.  | "Mere sport om lidt"         | Henrik Nilsson                | 3:05   |
| 8.  | "Aldrig, gentar aldrig"      | Michael Bruun, Henrik Nilsson | 3:48   |
| 9.  | "Hundene over Jakobshavn"    | Greg Walsh                    | 4:48   |
| 10. | "Stormfulde højder"          | Kasper Winding                | 5:02   |
| 11. | "Mad og retfærdighed"        | Greg Walsh                    | 5:22   |
| 12. | "Det er nat derude"          | Greg Walsh                    | 4:41   |

## Personel
| - Henrik Nilsson – producer og teknik - Michael Bruun – producer - Greg Walsh – producer - Kasper Winding – producer - tv·2 – producer - Allan Ryg Krohn – ass. teknik - Michael Munk – ass. teknik - Anders Frandsen – studiecheck - Michael Bruun – supervision - Bo Andersen – supervision - Jan Degner – supervision - Poul Martin Bonde – supervision | - Hans Erik Lerchenfeld – guitar - Georg Olesen – bas - Sven Gaul – trommer - Steffen Brandt – tekst, musik, vokal, keyboards og citar - Niels Hoppe – saxofon og arrangement - Knud Erik Nørgaard – trompet - Christian Høgh – trombone - Henrik Nilsson – hammondorgel, würlitzer og keyboards - Lei Moe – kor - Jeanett Krüger – kor - Flemming Osterman – kor - Ivan Pedersen – kor |

## Hitlisteplacering
| Hitliste (1994) | Højeste placering |
| --------------- | ----------------- |
| Danmark         | 1                 |